# Дубівка (Білоцерківський район)
Дубі́вка — село Таращанської міської громади Білоцерківського району Київської області, до 2020 року центр сільської ради. Нараховує 216 дворів.

## Назва

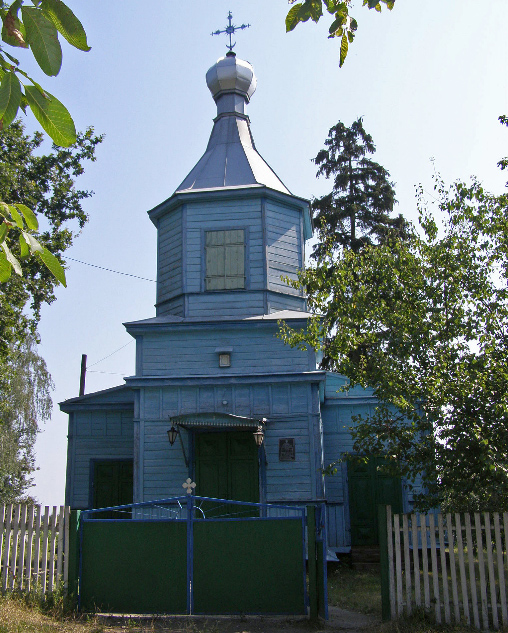
Церква святого Олександра Невського

Село Дубівка має давню назву: за переказами, на цьому місці колись був густий ліс, у якому росли переважно дуби. Відомий краєзнавець Лаврентій Похилевич у «Сказаниях о населенных местностях Киевской губернии» (1864) писав: рос. «К имению Кошеватскому принадлежит 13 деревень и сел (среди них и Дубовка) с превосходным дубовым лесом (5600 десятин), который, по силе привилегии 1744 года, владелец ленного имения не должен истреблять, хотя пользоваться им на необходимые потребности имеет право…». У деяких джерелах зустрічається інша назва — Гузівка (або Ґудзівка), ймовірно на честь засновника села пана Ґудзя.

## Географія
Село розташоване за 15 км від центру громади міста Тараща. Відстань до Києва — 135 км.

## Історія
Село постраждало від Голодомору 1932-1933 років, геноциду, проведеного радянською владою. У селі Дубівка під час штучного голоду загинули 222 жителі. У місцях масових поховань на сільському кладовищі встановлено у 1994 році хрест. У "Національній книзі пам'яті жертв Голодомору 1932-1933 років в Україні" поміщено мартиролог жителів села Дубівка – жертв Голодомору 1932-1933 років.

## Пам'ятки
Церква святого Олександра Невського в Дубівці є пам'яткою архітектури національного значення. Різні джерела наводять різні дати її зведення. Лаврентій Похилевич писав, що у 19 столітті (до 1861 р.) у Дубівці церкви не було, а мешканці села були приписані до парафії села Станишівка. У виданні рос. «Памятники градостроительства и архитектуры» зазначається, що церква у Дубівці була збудована у 1748 році. А за найновішими даними церкву збудували у 1861 році.

## Транспорт
Найближча до села залізнична станція Ольшаниця розташована за 48 км